# Milo Shandel
Milo Shandel (ur. 10 czerwca 1969 w Vancouver) – kanadyjski aktor i reżyser filmowy, telewizyjny i teatralny. Karierę rozpoczął na scenie, występując w produkcjach amerykańskich, kanadyjskich i meksykańskich. Przez sześć lat na Broadwayu wcielił się w postać Billa Austina „The Awesome Aussie” podczas trasy koncertowej Mamma Mia! w Ameryce Północnej. Poślubił aktorkę i pisarkę Christine Oddy, z którą ma trzech synów. W serialu Mr. Young (2011–2013) wystąpił jako dyrektor Tatar.

## Filmografia

### Filmy
- 2000: Real Kids, Real Adventures jako szeryf Bart
- 2011: Wymiatacz (Best Player, TV) jako włoski kelner
- 2014: Zaplikowani (Zapped, TV) jako nauczyciel biologii
- 2017: Okja jako członek zarządu Mirando
- 2019: Death of a Cheerleader (TV) dyrektor szkoły Simmons
- 2019: Love on the Menu (TV) jako dr Scully

### Seriale TV
- 2011–2013: Mr. Young jako dyrektor Tatar
- 2015: Motyw (Motive) jako Max
- 2016-2018: Głos serca jako Pan Jenkins
- 2017: DC’s Legends of Tomorrow jako dyrektor lotu
- 2017: Nie z tego świata (Supernatural) jako doradca